# 33254 Sundaresakumar
33254 Sundaresakumar è un asteroide della fascia principale. Scoperto nel 1998, presenta un'orbita caratterizzata da un semiasse maggiore pari a 2,8007828 UA e da un'eccentricità di 0,0248821, inclinata di 4,99620° rispetto all'eclittica.